# Cornelius Vanderbilt II
Cornelius "Corneil" Vanderbilt II (11 novembre 1843 - 12 septembre 1899) est un homme d'affaires américain, membre de l'éminente Famille Vanderbilt . Il est le petit-fils préféré du commodore Cornelius Vanderbilt, qui lui lègue 5 millions de dollars, et le fils aîné de William Henry "Billy" Vanderbilt (qui lui lègue environ 70 millions) et Maria Louisa Kissam. Il est président de la New York Central Railroad et des lignes de chemin de fer connexes en 1885 .

## Biographie
Cornelius Vanderbilt II est né le 27 novembre 1843 à Staten Island, New York, de William Henry Vanderbilt (1821-1885) et Maria Louisa Kissam ,.
Vanderbilt se forge une réputation pour une solide éthique de travail alors qu'il est employé à la Shoe and Leather Bank à New York. Cela le fait aimer de son grand-père, le « Commodore », qui croit fermement au travail .
Vanderbilt est actif dans de nombreuses organisations, notamment la Société Saint-Nicolas de la ville de New York, le YMCA, la Croix-Rouge, l'Armée du salut, l'église Trinity, l'église St. Bartholomew, la Sunday Breakfast Association et le Newport Country Club .

## Vie privée

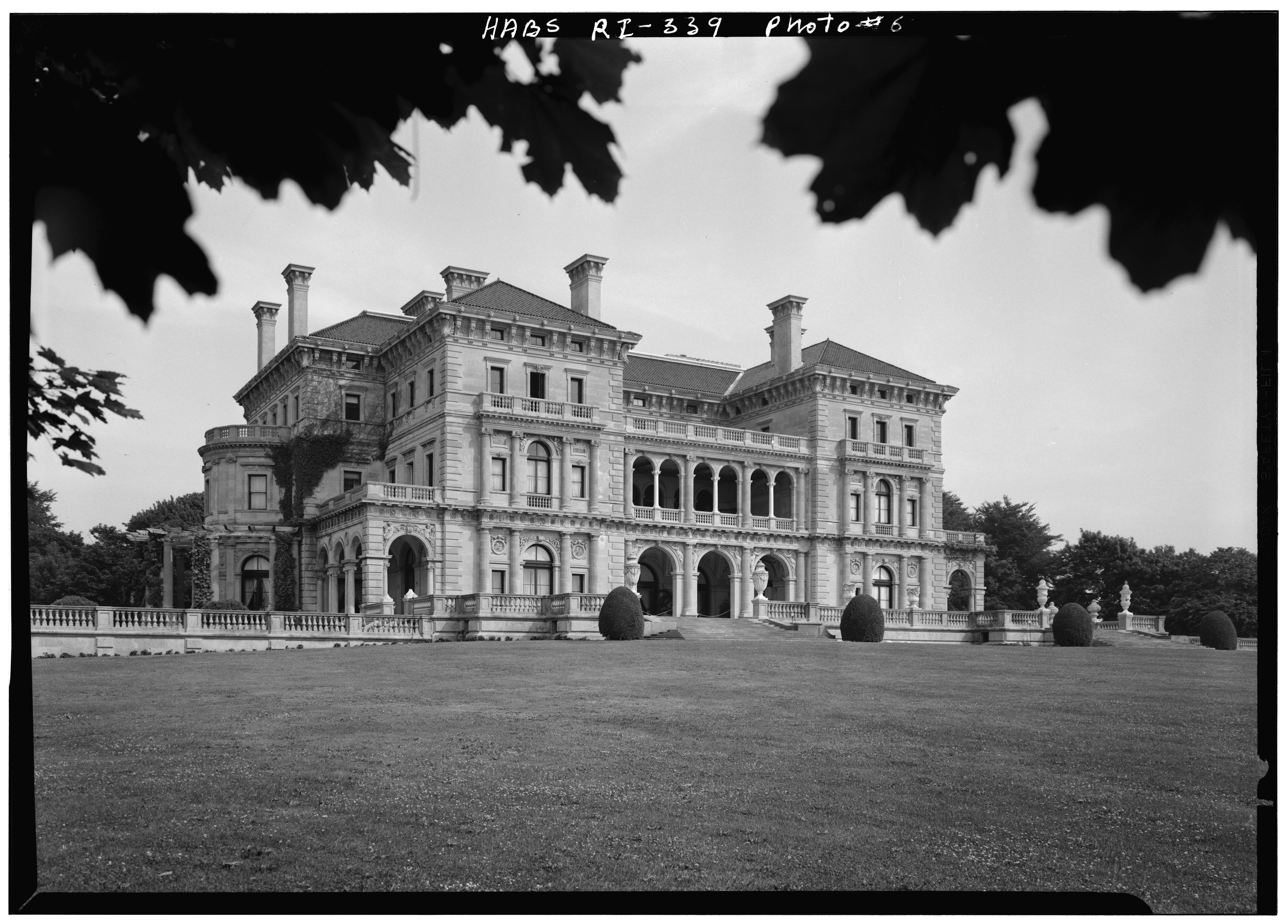
Vanderbilt's Newport cottage, The Breakers, construit en 1893 par Richard Morris Hunt

Le 4 février 1867, il épouse Alice Claypoole Gwynne (1845-1934), fille d'Abraham Evan Gwynne et de Rachel Moore Flagg . Ils se sont rencontrés à l'église épiscopale Saint-Barthélemy où ils ont tous deux enseigné l'école du dimanche.
Ensemble, ils ont :

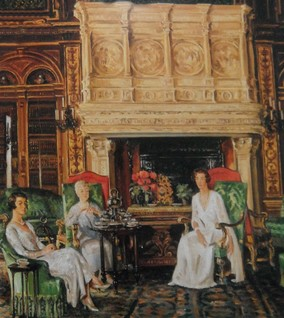
Mme. Cornelius Vanderbilt, II et ses filles, Gladys et Gertrude, prenant le thé dans la bibliothèque du Breakers Newport, Rhode Island, William Bruce Ellis Ranken, 1932

- Alice Gwynne Vanderbilt (1869-1874), est née en 1869 mais est décédée d'une maladie infantile en 1874 à l'âge de cinq ans.
- William Henry Vanderbilt II (1870-1892) est mort de la fièvre typhoïde alors qu'il fréquentait l'Université Yale.
- Cornelius Vanderbilt III (1873-1942), qu'il déshérite pour avoir épousé Grace Graham Wilson (1870-1953) sans son approbation [6].
- Gertrude Vanderbilt (1875-1942), qui épouse Harry Payne Whitney (1872-1930) [7]
- Alfred Gwynne Vanderbilt (1877-1915), décédé à bord du RMS Lusitania, et qui épouse Ellen French, et après leur divorce, Margaret Emerson (1884-1960)
- Reginald Claypoole Vanderbilt (1880-1925), qui épouse Cathleen Neilson, et plus tard Gloria Morgan [8]
- Gladys Moore Vanderbilt (1886-1965), qui épouse le comte László Széchenyi (1879-1938) [9]

Un accident vasculaire cérébral en 1896 l'oblige à réduire sa participation active aux affaires. Il est décédé d'une hémorragie cérébrale peu après 6 heures du matin le 12 septembre 1899, à son domicile, West Fifty-seventh Street, à Manhattan, New York . À sa mort en 1899, la direction familiale passe à son frère, William Kissam Vanderbilt. Sa philanthropie a été telle qu'il n'a pas augmenté la richesse qui lui a été laissée . Sa succession au moment de son décès est évaluée à 72 999 867 $, 20 $ dont un million de biens immobiliers .

### Héritage
Les manoirs de la Cinquième Avenue dans lesquels lui, ses frères et ses fils vivaient ont été démolis, mais la maison de vacances qu'il a construite à Newport, dans le Rhode Island , The Breakers , reste un souvenir de son style de vie .

## Sources
- Vanderbilt, Arthur T., II (1989). Les Enfants de Fortune : La Chute de la Maison Vanderbilt . New York : demain. (ISBN 0-688-07279-8).